# Sudbine – generalova priča
Sudbine – generalova priča je hrvatski životopisni dokumentarni film o Domovinskome ratu. Govori o generalu Hrvatske vojske Zvonimiru Červenku. Snimatelj zvuka: Nikola Knez. Snimatelj slike Željko Guberović. Izbor glazbe Ivica Drnić. Montažeri Zlatko Pušić i Zoltan Wagner. Pomoćnica redatelja Ivana Biluš. Scenaristica Marija Peakić-Mikuljan. Redatelj Ninoslav Lovčević. Proizvodnja HRT 1994. godine. Miroslav Mikuljan je 2004. godine objavio knjigu koja donosi Červenkov životni, ratni i politički put. Nastala je "skidanjem" teksta iz ovog filma, a u njoj je vjerno reproducuran razgovor što ga je tijekom snimanja s generalom Červenkom, vodio autor knjige.